# Флис Володимир Васильович
Володи́мир Васи́льович Фли́с (23 березня 1924 — 7 серпня 1987) — відомий український музикознавець, композитор, педагог, професор Вищого музичного інституту ім. М. Лисенка (тепер — Львівська національна музична академія імені Миколи Лисенка).

## Біографія
Народився в м. Станиславові (нині Івано-Франківськ). З дитинства грав на скрипці та фортепіано. Музичну освіту здобув у Консерваторії ім. С.Монюшка по класу скрипки (1932–1939). Півроку навчався в Берлінській консерваторії Штерна (1943), попередньо склавши іспит з гармонії у знаменитого німецького композитора Ріхарда Штрауса. Після повернення, протягом 1945–1947 років В. Флис вивчав композицію у Львівській державній консерваторії ім. М. Лисенка в класі професора Романа Сімовича.
1947 року його як студента третього курсу було заарештовано репресивними більшовицькими органами та після тривалих допитів засуджено на 25 років позбавлення волі за статтею «Зрада Батьківщині та контрреволюційна діяльність» (за даними біографа Володимира Пасічника, можливо, основною причиною арешту В. Флиса було його навчання в Берлінській консерваторії, де вступний іспит з гармонії  приймав видатний композитор Ріхард Штраус). 1948 року композитора засилають у Карагандинський виправно-трудовий табір (Казахстан), який значно підірвав його життєві сили і лише через шість років, 22 жовтня 1954 року Карагандинський обласний суд ухвалив рішення про термінове звільнення В. Флиса за станом здоров'я. Остаточне звільнення і закриття справи композитора було здійснено 1956 року Управлінням Комітету державної безпеки при Раді Міністрів СРСР на Білоруській залізниці та в документації зазначено, що справа за обвинуваченням закрита через відсутність кримінального злочину.
Цікаво, що про ці роки в автобіографії В. Флиса, яка зберігається в архіві ЛНМА ім. М. Лисенка, нічого не зазначено — «1948 року виїхав у Казахську ССР, де працював до 1955 року керівником художньої самодіяльності при трасті „Казмедьстрой“». Далі в цьому ж документі вказано, що 1955 року, В. Флис переїхав у Карпати, де керував оркестром народних інструментів у Делятинському ліспромгоспі.
1957 року композитор повертається до Львова, де поновлює навчання у Львівській державній консерваторії ім. М. Лисенка (клас композиції Романа Сімовича), яку закінчує з відзнакою 1961 року. Дипломною роботою Флиса стала симфонічна поема «Ярема Галайда» за твором Тараса Шевченка «Гайдамаки».
Того ж року Володимир Васильович розпочав свою викладацьку діяльність, яка принесла в українську культуру чимало здобутків. До 1963 року працює викладачем музично-теоретичних дисциплін в Івано-Франківському музичному училищі та Івано-Франківському педагогічному інституті. Переїхавши до Львова, протягом 1963–1965 років викладає у Львівському музичному училищі та згодом отримує запрошення на посаду викладача кафедри теорії музики, пізніше кафедри композиції Львівської консерваторії (зараз ЛНМА ім. М.Лисенка), де працює до кінця життя. У цей період В. Флис став членом Спілки композиторів України.
Як педагог, виховав цілу генерацію українських митців, музикознавців та відомих композиторів сучасності, таких як Ольга Криволап, Ганна Гаврилець, Віктор Камінський, Віктор Тиможинський, Олександр Левкович, Богдана Фроляк, Олександр Опанасюк, Людмила Дума, Роман Стельмащук.
|  | «…Людина надзвичайно широких поглядів. В ньому поєднувались доброта і строгість, мудрість і сарказм, ерудиція, високий професіоналізм та майстерність…» (Л.Дума) |

|  | «Був Володмир Флис інтелігентним, доброї вдачі, можливо дещо замкнутого характеру, але ерудованим та цікавим хлопцем. він був досконалим теоретиком та компетентним у творчих питаннях» (С.Стельмащук). |

Так і не створивши своєї сім'ї, В. Флис помер в самотності від важкої хвороби 7 серпня 1987 року.

## Музикознавча спадщина
Результатом тривалої методичної праці В. Флиса став фундаментальний підручник «Сольфеджіо» для дитячих музичних шкіл з першого по сьомий клас, створений у співавторстві зі знаним львівським музикознавцем Яремою Якубяком. Підручник є не тільки найбільш вдалою працею у даній сфері, а і ґрунтовною теоретичною роботою, котра базується на чіткому поясненні кожної запропонованої теми, переважно на українському пісенному матеріалі та музиці українських композиторів. Випуски для 1–4 класів були видані 1976 та 1979 року, для 5-го — 1980, 1983, для 6-го — 1981 р., 7-го — 1982 року. І досі на теренах музичної педагогіки підручник не втрачає своєї цінності та актуальності.

## Композиторська творчість
Творчість Володимира Флиса базується на засадах естетики романтизму, близької галицьким композиторам кінця ХІХ — поч. ХХ століття. Це виявляється у виборі жанрів (перевага вокальних та фортепіанних), образної палітри (портретність, увага до психологічної деталізації), засобів композиторської техніки (монотематизм як принцип формотворення, індивідуалізація мелодики, використання мовних інтонацій, розширення тембрової та гармонічної палітри музики через використання натуральних ладів, зіставлення мажору і мінору). Впродовж усього творчого шляху В. Флис залишався вірним тенденціям пізньоромантичної доби.

## Творча спадщина

### Твори для оркестру
- Кантата «Дзвеніть Карпати» (1960–1975)
- Симфонічна поема «Ярема Галайда» (1961)
- Симфонія (1972)
- Поема-кантата «Моя Батьківщина» (1976)

### Для камерного ансамблю
- Струнний квартет (1960, 1976)

### Камерно-інструментальні твори
- «Пісня» для скрипки (1960)
- Соната для фортепіано (1962) (втрачена)
- «Каприс» для скрипки (1969)
- Експромт для фортепіано (1970)
- Скерцо для фортепіано (1972)
- Анданте для ф-но (1973)
- Прелюдія та фуга для ф-но
- Прелюдії та фуги для баяну (1974)

### Вокальні твори, обробки народних пісень
- «Берізка» на сл. В. Сосюри
- «Невже» на сл. О. Олеся
- «Звідки в тебе чудні губи?» на сл. О. Олеся
- «Тільки тебе» (сл. А. Турчинської)
- «Що несеш мені в тихім імені» (сл. І. Драча)
- Балада про Думу
- «Я знаю, що таке війна» (сл. М. Хоросницької)
- «І небо невмите» для чоловічого хору на сл. Т. Шевченка
- «За крутими берегами» (укр. нар. пісня)
- «Там коло млина» (укр. нар. пісня)
- «Ясна зіронька» (тріо з фп. ad libitum) на сл. М. Карпенка
- «Кладочка» (жартівлива пісенька для жіночого терцету) на сл. Р. Флиса